# Observatorio Pla D'Arguines
El Observatorio Pla D'Arguines es un observatorio astronómico situado en Segorbe, Castellón y fue fundado en el año 2000.
Su código de Minor Planet Center es  '941' . Rafael Ferrando es su director y observador jefe.

## Instrumentos
Posee los siguientes telescopios
- Ritchey-Chrétien  de 0,40 m, con una distancia focal de 10 m,

- Schmidt-Cassegrain  de 0,26 m, con distancia focal de 10 m.

## Investigación
El observatorio está investigando asteroides, supernovas y novas en la galaxia de Andrómeda.
Se descubrieron 43 asteroides numerados en el observatorio entre 2001 y 2010.